# Timothy Derijck
Timothy Derijck, né le 25 mai 1987 à Termonde, est un footballeur international belge qui évolue au poste de défenseur central à l'ADO La Haye.

## Carrière
Formé au RSC Anderlecht, il part au Feyenoord Rotterdam en 2005. En janvier 2006, il est prêté six mois au NAC Breda, puis au FCV Dender EH lors de la saison 2007-2008. En 2009, il rejoint l'ADO La Haye, où il joue deux saisons en tant que titulaire. Il est transféré en 2011 au PSV Eindhoven où il s'impose dans l'équipe de base avant de perdre sa place à la suite d'une blessure. En juillet 2013, il est prêté au FC Utrecht
Il a été quatre fois international belge espoir entre 2007 et 2008. Il a été appelé à une reprise chez les Diables Rouges, face aux États-Unis en 2011, mais n'est pas monté au jeu.

## Statistiques
| Club          | Saison      | Championnat | Championnat | Coupe  | Coupe | Continental | Continental | Total  | Total |
| Club          | Saison      | Matchs      | Buts        | Matchs | Buts  | Matchs      | Buts        | Matchs | Buts  |
| ------------- | ----------- | ----------- | ----------- | ------ | ----- | ----------- | ----------- | ------ | ----- |
| Feyenoord     | 2005-2006   | 1           | 0           | —      | —     | —           | —           | 1      | 0     |
| Feyenoord     | 2006-2007   | 18          | 1           | —      | —     | 2           | 0           | 20     | 1     |
| Feyenoord     | 2008-2009   | 4           | 0           | —      | —     | 1           | 0           | 5      | 0     |
| Feyenoord     | Total       | 23          | 1           | —      | —     | 3           | 0           | 26     | 1     |
| NAC Breda     | 2005-2006   | 12          | 1           | —      | —     | —           | —           | 12     | 1     |
| NAC Breda     | Total       | 12          | 1           | —      | —     | —           | —           | 12     | 1     |
| FCV Dender    | 2007-2008   | 30          | 1           | —      | —     | —           | —           | 30     | 1     |
| FCV Dender    | Total       | 30          | 1           | —      | —     | —           | —           | 30     | 1     |
| ADO Den Haag  | 2008-2009   | 21          | 3           | —      | —     | —           | —           | 21     | 3     |
| ADO Den Haag  | 2009-2010   | 32          | 2           | 1      | 0     | —           | —           | 33     | 2     |
| ADO Den Haag  | 2010-2011   | 371         | 3           | 2      | 0     | —           | —           | 39     | 3     |
| ADO Den Haag  | 2011-2012   | —           | —           | —      | —     | 4           | 1           | 4      | 1     |
| ADO Den Haag  | Total       | 90          | 8           | 3      | 0     | 4           | 1           | 98     | 9     |
| PSV Eindhoven | 2011-2012   | 20          | 0           | 2      | 0     | 6           | 0           | 28     | 0     |
| PSV Eindhoven | 2012-2013   | 23          | 4           | 4      | 1     | 7           | 0           | 34     | 5     |
| PSV Eindhoven | Total       | 43          | 4           | 6      | 1     | 13          | 0           | 62     | 5     |
| FC Utrecht    | 2013-2014   | 16          | 0           | 3      | 0     | —           | —           | 19     | 0     |
| FC Utrecht    | Total       | 16          | 0           | 3      | 0     | —           | —           | 19     | 0     |
| ADO Den Haag  | 2014-2015   | 10          | 0           | 1      | 0     | —           | —           | 11     | 0     |
| ADO Den Haag  | Total       | 10          | 0           | 1      | 0     | —           | —           | 11     | 0     |
| Bilan total   | Bilan total | 224         | 15          | 13     | 1     | 20          | 1           | 257    | 17    |

1 Inclus 4 matchs pour les Barrages européens

## Palmarès
- Coupe de Belgique
  - Vainqueur : 2017
  - Finaliste : 2019